# Mercado de Verónicas
El Mercado de Verónicas es una de las principales plazas de abastos de la ciudad española de Murcia. Se encuentra en el Plano de San Francisco, junto al antiguo Convento de Verónicas y muy cercano al Palacio del Almudí, el Paseo del Malecón y el cauce del río Segura.

## Historia

### Antecedentes
En la Murcia del siglo XV ya se celebraba un mercado en la zona del Arenal, actualmente conocida como Plano de San Francisco. Aquí se encontraba la Puerta de la Aduana de la muralla, lugar en el que se cobraban las tasas fiscales o impuestos sobre las mercancías que llegaban y salían de la ciudad.
En 1799 está documentada la presencia de una pescadería y una pequeña plaza de abastos bajo el pórtico columnado del Palacio del Almudí. Cuando desapareció dicho pórtico se pensó en la construcción en la zona de un nuevo inmueble que albergase el mercado. En 1850 Juan José Belmonte realizó un proyecto en estilo ecléctico, que fue reformado en 1864 por Gerónimo Ros. Este primer mercado fue demolido a principios del siglo XX.

### El edificio modernista actual
El edificio actual, de estilo modernista sobrio, fue diseñado por el arquitecto Pedro Cerdán y construido entre 1914 y 1922, en colaboración con el arquitecto municipal José Antonio Rodríguez, quien se encargó sobre todo del interior. Además de Mercado de Verónicas, se le conoció también como Mercado del Oeste o Mercado de la Verdura.

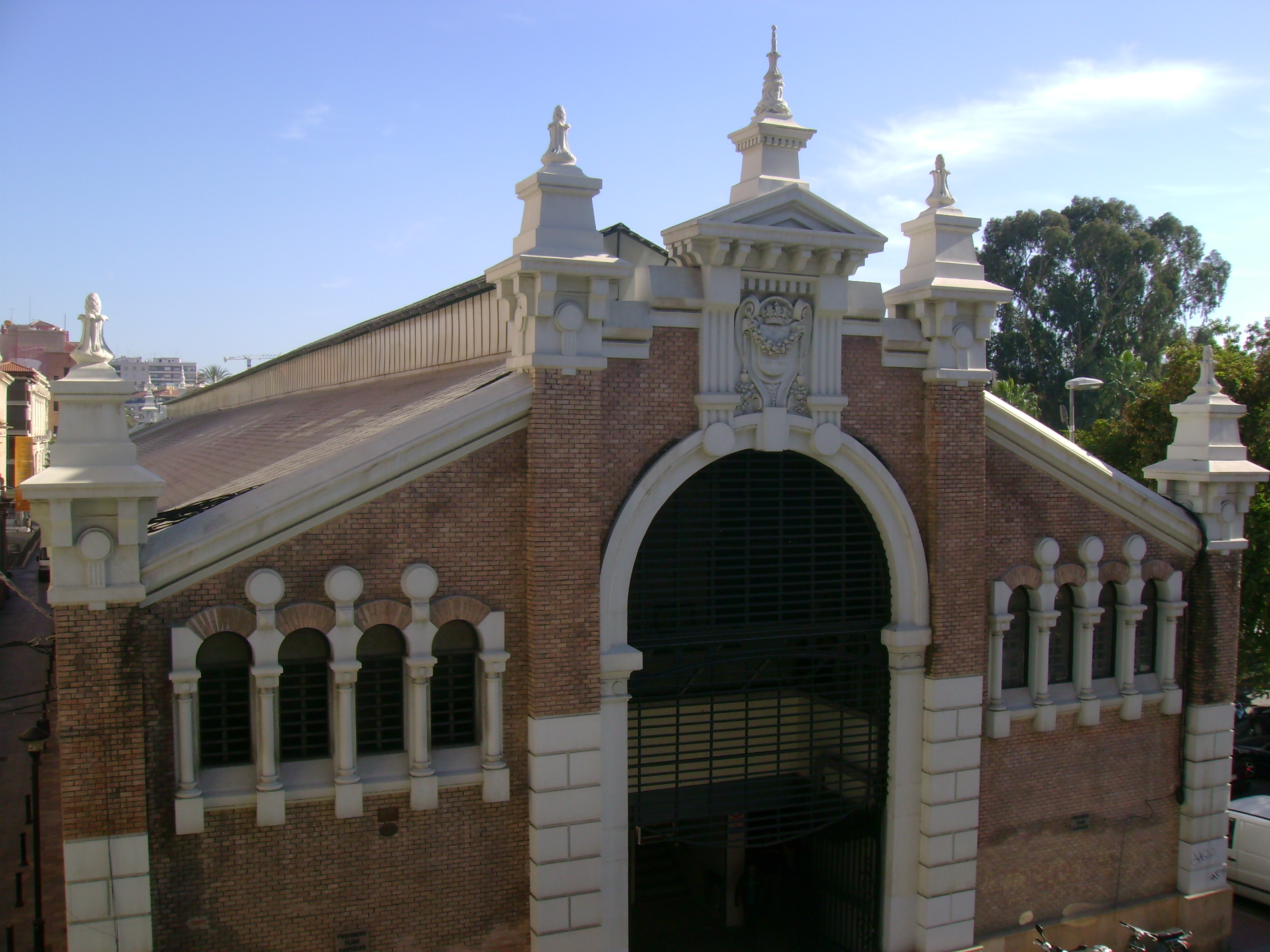
Fachada trasera

Una importante actuación realizada por el arquitecto Daniel Carbonell Ruiz en 1975 permitió la creación de una entreplanta, lo que dotó al mercado de un mayor número de dependencias y de puestos de venta. Posteriormente, el edificio ha sufrido otras reformas destinadas a adaptarlo a las nuevas necesidades comerciales. En 2001 y 2004 se realizaron trabajos destinados a la conservación de su estructura general.

## Arquitectura

### Exterior
El edificio es una gran nave de planta rectangular y con cubierta de dos aguas. La fachada original, de estilo modernista, se ha mantenido hasta la actualidad. Las dos entradas principales poseen ventanas en las que se conjuntan el ladrillo, la piedra blanca, discos planos, puntas de diamante y columnillas adosadas con disco plano en el dintel. Las fachadas laterales tienen ventanas para conseguir una óptima ventilación en el interior, enmarcadas por grandes arcadas alternadas con pilares de ladrillo rojizo.

### Interior
La entreplanta está construida sobre un armazón de hormigón armado independiente del resto de la estructura, lo que permite un mejor aprovechamiento del espacio. En la planta baja hay 116 casetas para venta, de las cuales 64 están situadas junto a los muros y 52 en la parte central. En la planta superior se encuentran otros 120 puestos, 76 adosados a los muros y 44 en el centro.
Las casetas centrales tienen un mostrador de dos metros y medio, mientras que las casetas laterales tienen un mínimo de dos metros y medio de mostrador y dos metros y sesenta centímetros de fondo. Están revestidas con azulejos blancos y su suelo está pavimentado con baldosas de terrazo.
En la zona central hay un sótano de 45 metros de largo por 9 metros de ancho donde se encuentran las cámaras frigoríficas necesarias para la conservación de las carnes, pescados, verduras, hortalizas y productos congelados que se pueden adquirir en el mercado.